# خانه ایالت مین

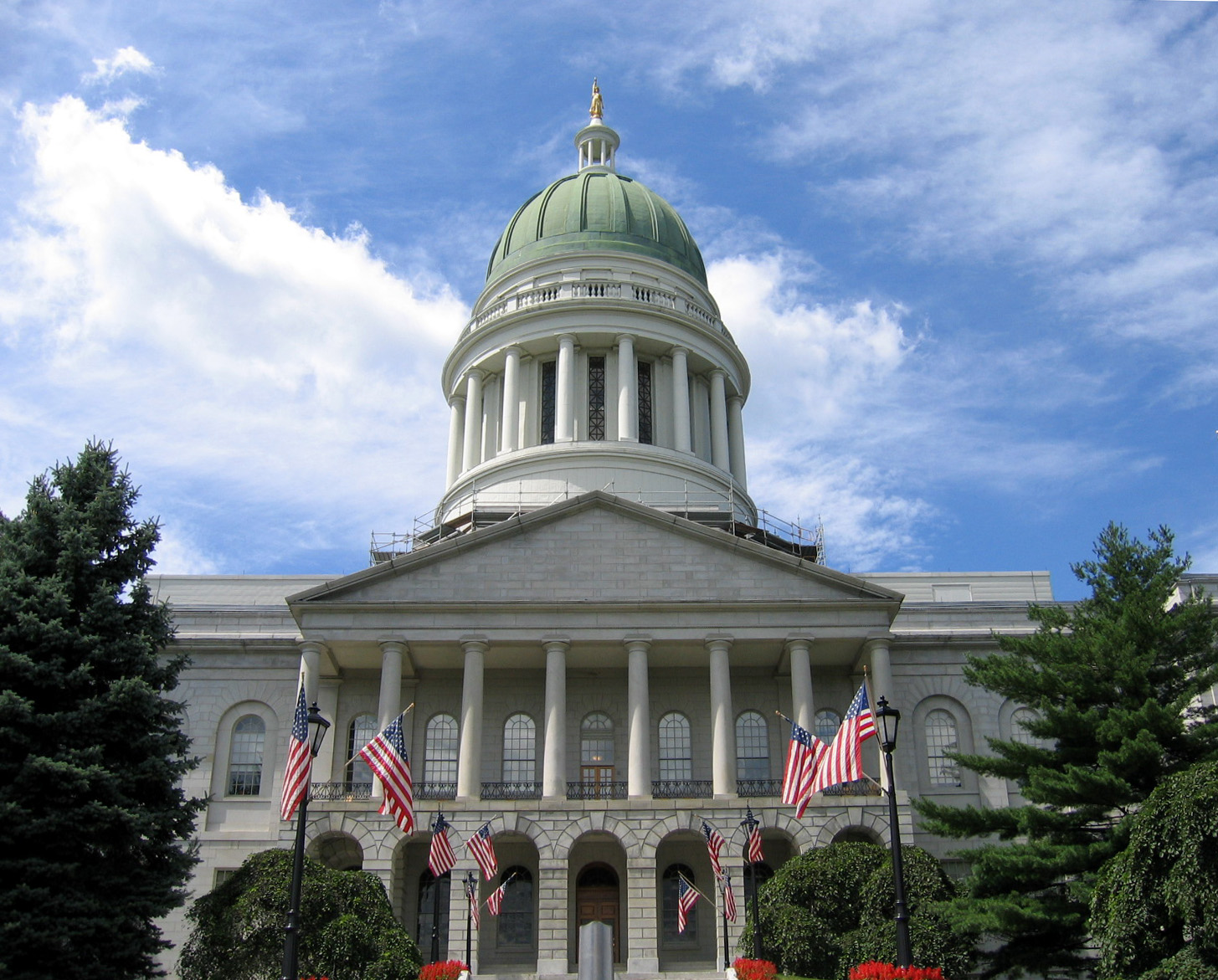

خانه ایالت مین (Maine State House) بنایی است که شاخه مقننه دولت ایالت مین در آن قرار دارد.
بنای کنونی در سال ۱۸۲۹-۱۸۳۲ با معماری چارلز بولفینچ ساخته گردید و در آگوستا قرار دارد.
این بنا خانه مجلس نمایندگان و سنای ایالت است.